# Władysław Kargul
Władysław Kargul – fikcyjny bohater tekstów Andrzeja Mularczyka, bardziej znany z filmów Sylwestra Chęcińskiego – Sami swoi (1967), Nie ma mocnych (1974) i Kochaj albo rzuć (1977), grany w nich przez Władysława Hańczę, a także filmu Sami swoi. Początek (2024) w reżyserii Artura Żmijewskiego, w którym zagrał go Karol Dziuba; sympatyczny lecz kłótliwy sąsiad Kazimierza Pawlaka. Stał się główną postacią trylogii, a jego powiedzenia na stałe weszły do potocznego języka polskiego.
Postać tę upamiętnia Muzeum Kargula i Pawlaka w Lubomierzu oraz pomniki Kargula i Pawlaka w Toruniu i w Suścu, miejscu urodzenia Sylwestra Chęcińskiego.

## Galeria

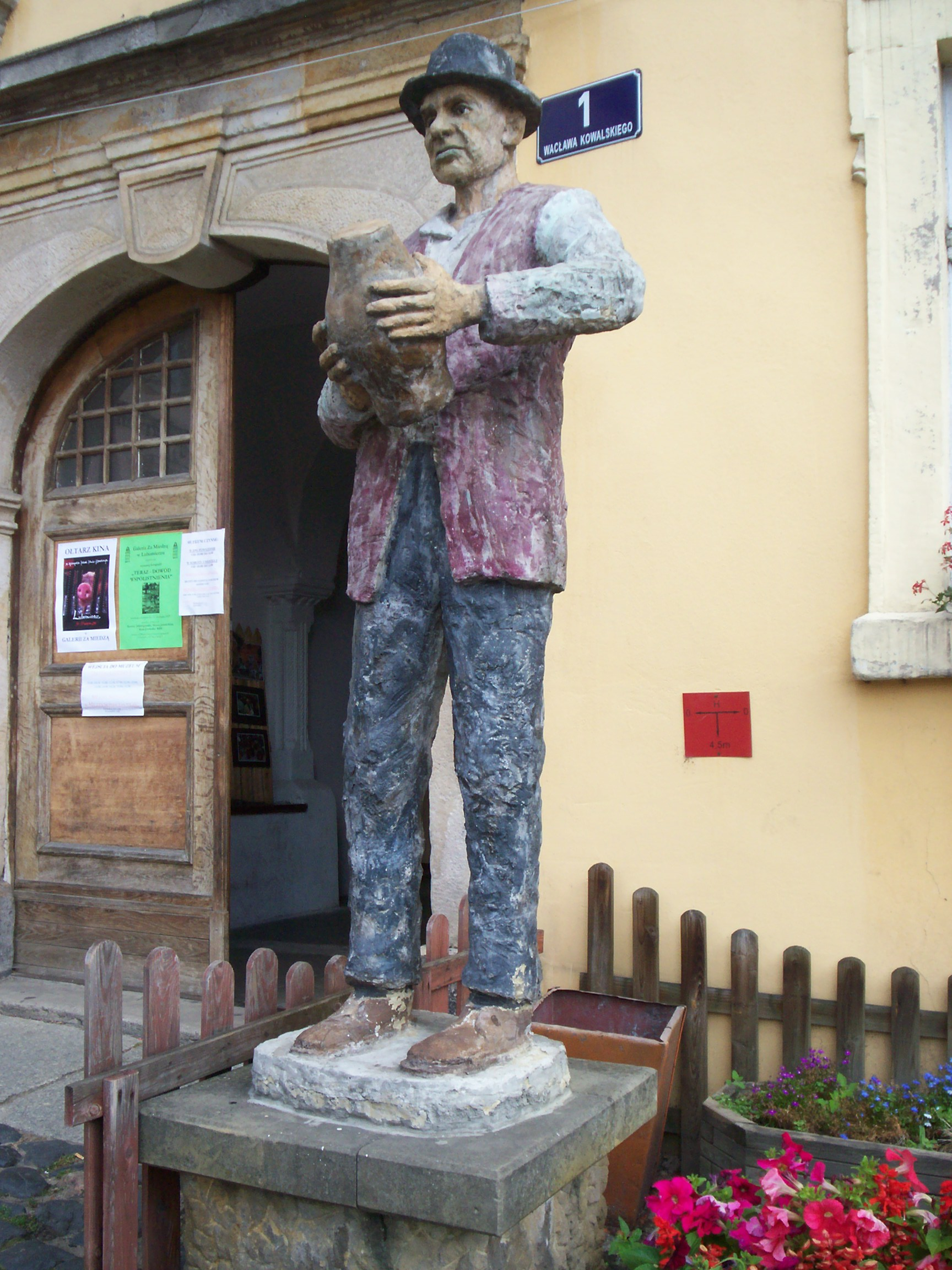
Władysław Kargul, rzeźba przed Muzeum Kargula i Pawlaka w Lubomierzu
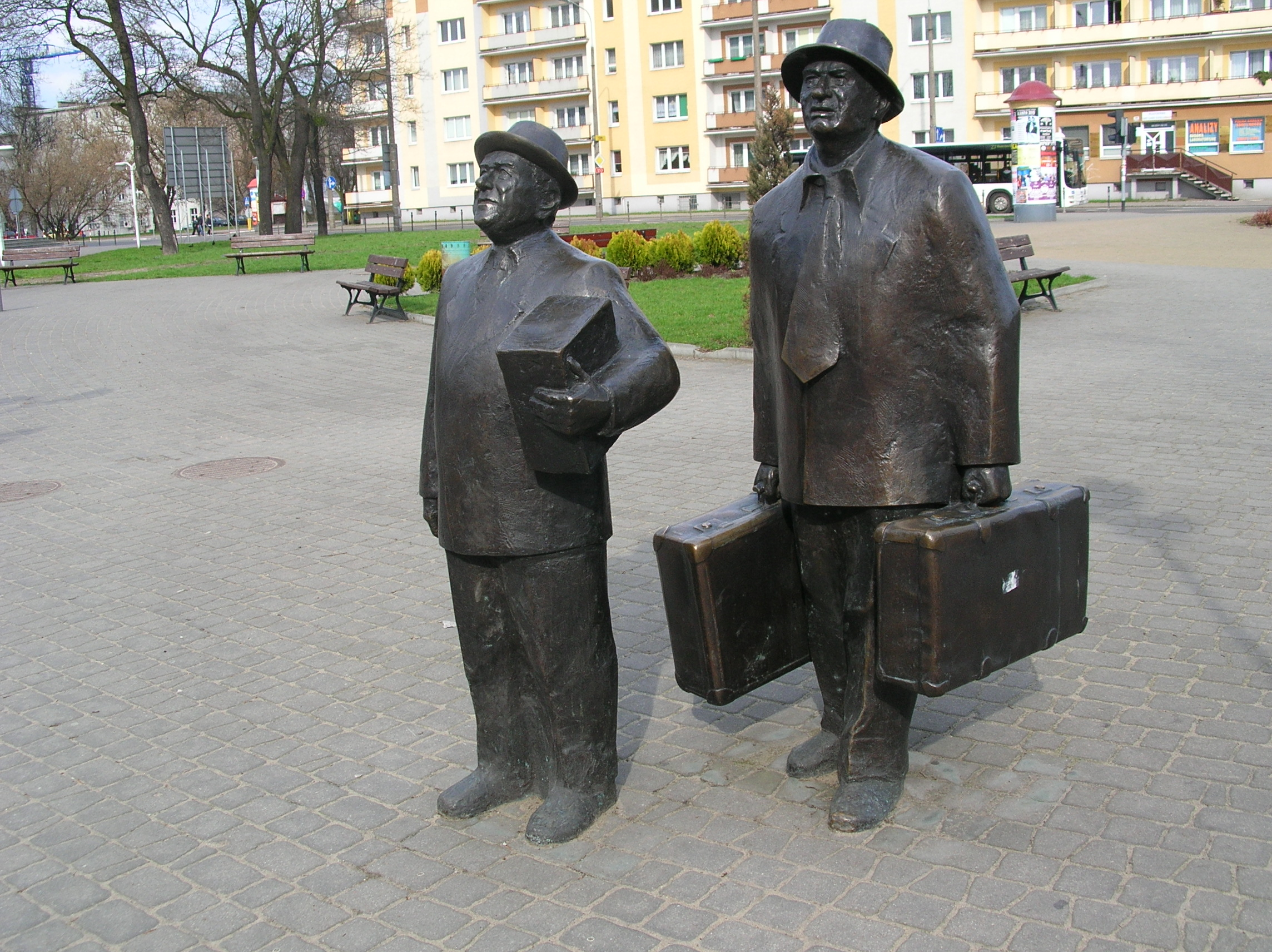
Pomnik Kargula i Pawlaka w Toruniu
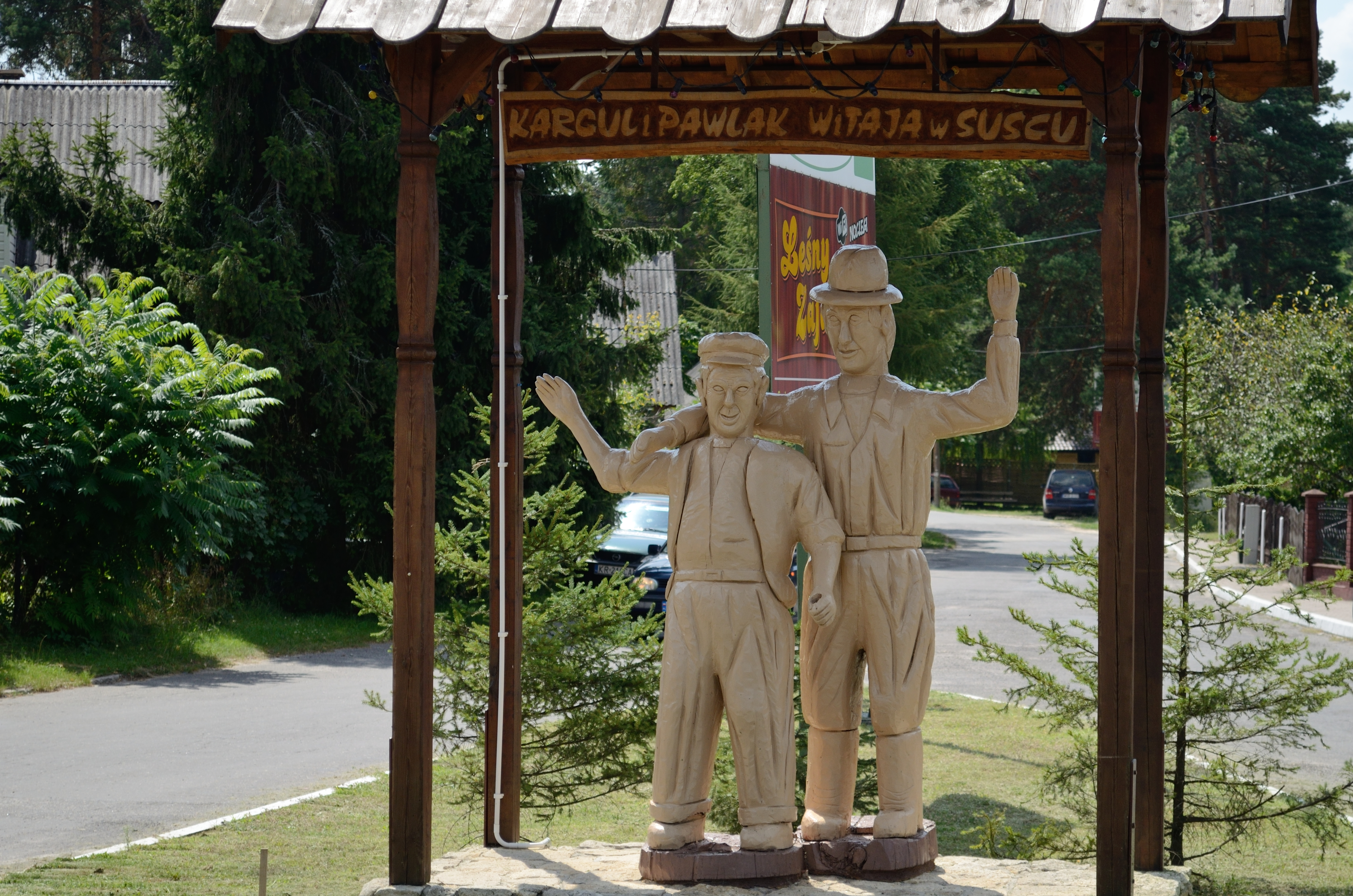
Pomnik Kargula i Pawlaka w Suścu